# Przychodzko (przystanek kolejowy)
Przychodzko – zlikwidowany przystanek osobowy i ładownia a dawniej stacja kolejowa w Przychodzku na trasie linii kolejowej nr 373 Międzychód – Zbąszyń, w województwie wielkopolskim w Polsce. Przystanek został zamknięty w 1992 roku, a zlikwidowany przed 28 listopada 2005.